# لاسلو بيرتي
لاسلو بيرتي (بالمجرية: Berty László)‏ هو مبارز بالسيف مجري، ولد في 24 يونيو 1875 في بودابست في المجر، وتوفي بنفس المكان في 23 يونيو 1952.

## وصلات خارجية
- لاسلو بيرتي على موقع أوليمبيديا (الإنجليزية)